# Las Limas Dos
Las Limas Dos är en ort i Mexiko.   Den ligger i kommunen San Andrés Duraznal och delstaten Chiapas, i den sydöstra delen av landet, 700 km öster om huvudstaden Mexico City. Las Limas Dos ligger 1 618 meter över havet och antalet invånare är 105.
Terrängen runt Las Limas Dos är bergig österut, men västerut är den kuperad. Runt Las Limas Dos är det ganska tätbefolkat, med 104 invånare per kvadratkilometer. Närmaste större samhälle är Simojovel de Allende, 11,4 km öster om Las Limas Dos. Omgivningarna runt Las Limas Dos är en mosaik av jordbruksmark och naturlig växtlighet.